# Dichodontus birmanicus
Dichodontus birmanicus är en skalbaggsart som beskrevs av Voirin 1996. Dichodontus birmanicus ingår i släktet Dichodontus och familjen Dynastidae. Inga underarter finns listade i Catalogue of Life.